# Lets voetbalkampioenschap 1962
Het Lets voetbalkampioenschap 1962 was het 19e voetbalseizoen gespeeld van de Letse SSR, voorheen was Letland onafhankelijk en speelden de clubs in de  Virslīga. 
ASK werd voor de derde keer kampioen.

## Stand
| Pos | Team       | Wed | W  | G | V | Ptn | DV | DT | +/− |
| --- | ---------- | --- | -- | - | - | --- | -- | -- | --- |
| 1   | ASK        | 12  | 11 | 0 | 1 | 22  | 43 | 7  | +36 |
| 2   | FC Jūrmala | 12  | 6  | 3 | 3 | 15  | 21 | 17 | +4  |
| 3   | Pilots     | 12  | 4  | 6 | 2 | 14  | 22 | 21 | +1  |
| 4   | Broceni    | 12  | 5  | 1 | 6 | 11  | 18 | 22 | −4  |
| 5   | KBRR       | 12  | 3  | 4 | 5 | 10  | 20 | 21 | −1  |
| 6   | Vulkans    | 12  | 1  | 4 | 7 | 6   | 15 | 28 | −13 |
| 7   | Tosmares c | 12  | 2  | 2 | 8 | 6   | 15 | 38 | −23 |

## Kampioen
| Virslīga 1962              |
| Letland                    |
| -------------------------- |
| FK ASK Kampioen (3° titel) |